# Liste des navires amphibies de l'United States Navy
Ceci est la liste des navires amphibies de l'United States Navy. L’état des navires est indiqué comme étant actif [A], inactif [I], ou en cours de construction [P] (Precommissioning)[Quand ?]. 

## Amphibious Assault Ships (General Purpose) (LHA)

### Classe Tarawa
- USS Tarawa (LHA-1) [I]
- USS Saipan (LHA-2) [I]
- USS Belleau Wood (LHA-3) [I]
- USS Nassau (LHA-4) [I]
- USS Peleliu (LHA-5) [I]

### Classe America
- USS America (LHA-6) [P]
- USS Tripoli (LHA-7)

## Amphibious Assault Ships (Multi-Purpose) (LHD)

### Classe Wasp
- USS Wasp (LHD-1) [A]
- USS Essex (LHD-2) [A]
- USS Kearsarge (LHD-3) [A]
- USS Boxer (LHD-4) [A]
- USS Bataan (LHD-5) [A]
- USS Bonhomme Richard (LHD-6) [A]
- USS Iwo Jima (LHD-7) [A]
- USS Makin Island (LHD-8) [A]

## Amphibious Force Flagships (AGC)
- USS Appalachian (AGC-1) [I]
- USS Blue Ridge (AGC-2) [I]
- USS Rocky Mount (AGC-3) [I]
- USS Ancon (AGC-4) [I]
- USS Catoctin (AGC-5) [I]
- USS Duane (AGC-6) [I]
- USS Mount McKinley (AGC-7) [I]
- USS Mount Olympus (AGC-8) [I]
- USS Wasatch (AGC-9) [I]
- USS Auburn (AGC-10) [I]
- USS Eldorado (AGC-11) [I]
- USS Estes (AGC-12) [I]
- USS Panamint (AGC-13) [I]
- USS Teton (AGC-14) [I]
- USS Adirondack (AGC-15) [I]
- USS Pocono (AGC-16) [I]
- USS Taconic (AGC-17) [I]
- USS Biscayne (AGC-18) [I]
- USS Williamsburg (AGC-369) [I]

## Amphibious Command Ships (LCC)
- USS Mount McKinley (LCC-7) [I]
- USS Eldorado (LCC-11) [I]
- USS Estes (LCC-12) [I]
- USS Pocono (LCC-16) [I]
- USS Taconic (LCC-17) [I]
- USS Blue Ridge (LCC-19) [A]
- USS Mount Whitney (LCC-20) [A]

## Attack Transports (APA)
- USS Doyen (APA-1) [I]
- USS Harris (APA-2) [I]
- USS Zeilin (APA-3) [I]
- USS McCawley (APA-4) [I]
- USS Barnett (APA-5) [I]
- USS Heywood (APA-6) [I]
- USS Fuller (APA-7) [I]
- USS William P. Biddle (APA-8) [I]
- USS Neville (APA-9) [I]
- USS Harry Lee (APA-10) [I]
- USS Feland (APA-11) [I]
- USS Leonard Wood (APA-12) [I]
- USS Joseph T. Dickman (APA-13) [I]
- USS Hunter Liggett (APA-14) [I]
- USS Henry T. Allen (APA-15) [I]
- USS J. Franklin Bell (APA-16) [I]
- USS American Legion (APA-17) [I]
- USS President Jackson (APA-18) [I]
- USS President Adams (APA-19) [I]
- USS President Hayes (APA-20) [I]
- USS Crescent City (APA-21) [I]
- USS Joseph Hewes (APA-22) [I]
- USS John Penn (APA-23) [I]
- USS Edward Rutledge (APA-24) [I]
- USS Arthur Middleton (APA-25) [I]
- USS Samuel Chase (APA-26) [I]
- USS George Clymer (APA-27) [I]
- USS Charles Carroll (APA-28) [I]
- USS Thomas Stone (APA-29) [I]
- USS Thomas Jefferson (APA-30) [I]
- USS Monrovia (APA-31) [I]
- USS Calvert (APA-32) [I]
- USS Bayfield (APA-33) [I]
- USS Bolivar (APA-34) [I]
- USS Callaway (APA-35) [I]
- USS Cambria (APA-36) [I]
- USS Cavalier (APA-37) [I]
- USS Chilton (APA-38) [I]
- USS Clay (APA-39) [I]
- USS Custer (APA-40) [I]
- USS DuPage (APA-41) [I]
- USS Elmore (APA-42) [I]
- USS Fayette (APA-43) [I]
- USS Fremont (APA-44) [I]
- USS Henrico (APA-45) [I]
- USS Knox (APA-46) [I]
- USS Lamar (APA-47) [I]
- USS Leon (APA-48) [I]
- USS Ormsby (APA-49) [I]
- USS Pierce (APA-50) [I]
- USS Sheridan (APA-51) [I]
- USS Sumter (APA-52) [I]
- USS Warren (APA-53) [I]
- USS Wayne (APA-54) [I]
- USS Windsor (APA-55) [I]
- USS Leedstown (APA-56) [I]
- USS Adair (APA-91) [I]
- USS Alpine (APA-92) [I]
- USS Barnstable (APA-93) [I]
- USS Baxter (APA-94) [I]
- USS Burleigh (APA-95) [I]
- USS Cecil (APA-96) [I]
- USS Dauphin (APA-97) [I]
- USS Dutchess (APA-98) [I]
- USS Dade (APA-99) [I]
- USS Mendocino (APA-100) [I]
- USS Montour (APA-101) [I]
- USS Riverside (APA-102) [I]
- USS Queens (APA-103) [I]
- USS Westmoreland (APA-104) [I]
- USS Shelby (APA-105) [I]
- USS Hansford (APA-106) [I]
- USS Goodhue (APA-107) [I]
- USS Goshen (APA-108) [I]
- USS Grafton (APA-109) [I]
- USS Griggs (APA-110) [I]
- USS Grundy (APA-111) [I]
- USS Guilford (APA-112) [I]
- USS Sitka (APA-113) [I]
- USS Hamblen (APA-114) [I]
- USS Hampton (APA-115) [I]
- USS Hanover (APA-116) [I]

### Frederick Funstonclass
- USS Frederick Funston (APA-89) [I]
- USS James O'Hara (APA-90) [I]

### Gilliamclass
- USS Gilliam (APA-57) [I]
- USS Appling (APA-58) [I]
- USS Audrain (APA-59) [I]
- USS Banner (APA-60) [I]
- USS Barrow (APA-61) [I]
- USS Berrien (APA-62) [I]
- USS Bladen (APA-63) [I]
- USS Bracken (APA-64) [I]
- USS Briscoe (APA-65) [I]
- USS Brule (APA-66) [I]
- USS Burleson (APA-67) [I]
- USS Butte (APA-68) [I]
- USS Carlisle (APA-69) [I]
- USS Carteret (APA-70) [I]
- USS Catron (APA-71) [I]
- USS Clarendon (APA-72) [I]
- USS Cleburne (APA-73) [I]
- USS Colusa (APA-74) [I]
- USS Cortland (APA-75) [I]
- USS Crenshaw (APA-76) [I]
- USS Crittenden (APA-77) [I]
- USS Cullman (APA-78) [I]
- USS Dawson (APA-79) [I]
- USS Elkhart (APA-80) [I]
- USS Fallon (APA-81) [I]
- USS Fergus (APA-82) [I]
- USS Fillmore (APA-83) [I]
- USS Garrard (APA-84) [I]
- USS Gasconade (APA-85) [I]
- USS Geneva (APA-86) [I]
- USS Niagara (APA-87) [I]
- USS Presidio (APA-88) [I]

### Haskellclass
- USS Haskell (APA-117) [I]
- USS Hendry (APA-118) [I]
- USS Highlands (APA-119) [I]
- USS Hinsdale (APA-120) [I]
- USS Hocking (APA-121) [I]
- USS Kenton (APA-122) [I]
- USS Kittson (APA-123) [I]
- USS La Grange (APA-124) [I]
- USS Lanier (APA-125) [I]
- USS St. Mary's (APA-126) [I]
- USS Allendale (APA-127) [I]
- USS Arenac (APA-128) [I]
- USS Marvin H. McIntyre (APA-129) [I]
- USS Attala (APA-130) [I]
- USS Bandera (APA-131) [I]
- USS Barnwell (APA-132) [I]
- USS Beckham (APA-133) [I]
- USS Bland (APA-134) [I]
- USS Bosque (APA-135) [I]
- USS Botetourt (APA-136) [I]
- USS Bowie (APA-137) [I]
- USS Braxton (APA-138) [I]
- USS Broadwater (APA-139) [I]
- USS Brookings (APA-140) [I]
- USS Buckingham (APA-141) [I]
- USS Clearfield (APA-142) [I]
- USS Clermont (APA-143) [I]
- USS Clinton (APA-144) [I]
- USS Colbert (APA-145) [I]
- USS Collingsworth (APA-146) [I]
- USS Cottle (APA-147) [I]
- USS Crockett (APA-148) [I]
- USS Audubon (APA-149) [I]
- USS Bergen (APA-150) [I]
- USS La Porte (APA-151) [I]
- USS Latimer (APA-152) [I]
- USS Laurens (APA-153) [I]
- USS Lowndes (APA-154) [I]
- USS Lycoming (APA-155) [I]
- USS Mellette (APA-156) [I]
- USS Napa (APA-157) [I]
- USS Newberry (APA-158) [I]
- USS Darke (APA-159) [I]
- USS Deuel (APA-160) [I]
- USS Dickens (APA-161) [I]
- USS Drew (APA-162) [I]
- USS Eastland (APA-163) [I]
- USS Edgecombe (APA-164) [I]
- USS Effingham (APA-165) [I]
- USS Fond du Lac (APA-166) [I]
- USS Freestone (APA-167) [I]
- USS Gage (APA-168) [I]
- USS Gallatin (APA-169) [I]
- USS Gosper (APA-170) [I]
- USS Granville (APA-171) [I]
- USS Grimes (APA-172) [I]
- USS Hyde (APA-173) [I]
- USS Jerauld (APA-174) [I]
- USS Karnes (APA-175) [I]
- USS Kershaw (APA-176) [I]
- USS Kingsbury (APA-177) [I]
- USS Lander (APA-178) [I]
- USS Lauderdale (APA-179) [I]
- USS Lavaca (APA-180) [I]
- APA-181 to APA-186, non baptisés et annulés en 1944
- USS Oconto (APA-187) [I]
- USS Olmstead (APA-188) [I]
- USS Oxford (APA-189) [I]
- USS Pickens (APA-190) [I]
- USS Pondera (APA-191) [I]
- USS Rutland (APA-192) [I]
- USS Sanborn (APA-193) [I]
- USS Sandoval (APA-194) [I]
- USS Lenawee (APA-195) [I]
- USS Logan (APA-196) [I]
- USS Lubbock (APA-197) [I]
- USS McCracken (APA-198) [I]
- USS Magoffin (APA-199) [I]
- USS Marathon (APA-200) [I]
- USS Menard (APA-201) [I]
- USS Menifee (APA-202) [I]
- USS Meriwether (APA-203) [I]
- USS Sarasota (APA-204) [I]
- USS Sherburne (APA-205) [I]
- USS Sibley (APA-206) [I]
- USS Mifflin (APA-207) [I]
- USS Talladega (APA-208) [I]
- USS Tazewell (APA-209) [I]
- USS Telfair (APA-210) [I]
- USS Missoula (APA-211) [I]
- USS Montrose (APA-212) [I]
- USS Mountrail (APA-213) [I]
- USS Natrona (APA-214) [I]
- USS Navarro (APA-215) [I]
- USS Neshoba (APA-216) [I]
- USS New Kent (APA-217) [I]
- USS Noble (APA-218) [I]
- USS Okaloosa (APA-219) [I]
- USS Okanogan (APA-220) [I]
- USS Oneida (APA-221) [I]
- USS Pickaway (APA-222) [I]
- USS Pitt (APA-223) [I]
- USS Randall (APA-224) [I]
- USS Bingham (APA-225) [I]
- USS Rawlins (APA-226) [I]
- USS Renville (APA-227) [I]
- USS Rockbridge (APA-228) [I]
- USS Rockingham (APA-229) [I]
- USS Rockwall (APA-230) [I]
- USS Saint Croix (APA-231) [I]
- USS San Saba (APA-232) [I]
- USS Sevier (APA-233) [I]
- USS Bollinger (APA-234) [I]
- USS Bottineau (APA-235) [I]
- USS Bronx (APA-236) [I]
- USS Bexar (APA-237) [I]
- USS Dane (APA-238) [I]
- USS Glynn (APA-239) [I]
- USS Harnett (APA-240) — annulé, 1945
- USS Hempstead (APA-241) — annulé, 1945
- USS Iredell (APA-242) — annulé, 1945
- USS Luzerne (APA-243) — annulé, 1945
- USS Medera (APA-244) — annulé, 1945
- USS Maricopa (APA-245) — annulé, 1945
- USS McLennan (APA-246) — annulé, 1945
- USS Mecklenburg (APA-247) — annulé, 1945

### Paul Revereclass
- USS Paul Revere (APA-248) [I]
- USS Francis Marion (APA-249) [I]

## Amphibious Transports (LPA)
- USS Chilton (LPA-38) [I]
- USS Fremont (LPA-44) [I]
- USS Henrico (LPA-45) [I]
- USS Barnwell (LPA-132) [I]
- USS Clinton (LPA-144) [I]
- USS Collingsworth (LPA-146) [I]
- USS Cottle (LPA-147) [I]
- USS Lowndes (LPA-154) [I]
- USS Napa (LPA-157) [I]
- USS Gallatin (LPA-169) [I]
- USS Hyde (LPA-173) [I]
- USS Kingsbury (LPA-177) [I]
- USS Lander (LPA-178) [I]
- USS Lauderdale (LPA-179) [I]
- USS Olmstead (LPA-188) [I]
- USS Rutland (LPA-192) [I]
- USS Sandoval (LPA-194) [I]
- USS Logan (LPA-196) [I]
- USS Magoffin (LPA-199) [I]
- USS Sarasota (LPA-204) [I]
- USS Talladega (LPA-208) [I]
- USS Telfair (LPA-210) [I]
- USS Montrose (LPA-212) [I]
- USS Mountrail (LPA-213) [I]
- USS Navarro (LPA-215) [I]
- USS Okanogan (LPA-220) [I]
- USS Pickaway (LPA-222) [I]
- USS Pitt (LPA-223) [I]
- USS Bingham (LPA-225) [I]
- USS Renville (LPA-227) [I]
- USS Rockbridge (LPA-228) [I]
- USS Rockingham (LPA-229) [I]
- USS Saint Croix (LPA-231) [I]
- USS Sevier (LPA-233) [I]
- USS Bollinger (LPA-234) [I]
- USS Bottineau (LPA-235) [I]
- USS Bronx (LPA-236) [I]
- USS Bexar (LPA-237) [I]
- USS Glynn (LPA-239) [I]
- USS Paul Revere (LPA-248) [I]
- USS Francis Marion (LPA-249) [I]

## Self-Propelled Barracks Ships (APB)
- USS Benawah (APB-35) [I]
- USS Colleton (APB-36) [I]
- USS Echols (APB-37) [I]
- USS Marlboro (APB-38) [I]
- USS Mercer (APB-39) [I]
- USS Nueces (APB-40) [I]
- USS Wythe (APB-41) [I]
- USS Yavapai (APB-42) [I]
- USS Yolo (APB-43) [I]
- USS Presque Isle (APB-44) [I]
- USS Blackford (APB-45) [I]
- USS Dorchester (APB-46) [I]
- USS Kingman (APB-47) [I]
- USS Vandenburgh (APB-48) [I]
- USS Accomac (APB-49) [I]
- USS Cameron (APB-50) [I]
- USS DuPage (APB-51) [I]

## High-speed Transports (APD)
- USS Manley (APD-1) [I]
- USS Colhoun (APD-2) [I]
- USS Gregory (APD-3) [I]
- USS Little (APD-4) [I]
- USS McKean (APD-5) [I]
- USS Stringham (APD-6) [I]
- USS Talbot (APD-7) [I]
- USS Waters (APD-8) [I]
- USS Dent (APD-9) [I]
- USS Brooks (APD-10) [I]
- USS Gilmer (APD-11) [I]
- USS Humphreys (APD-12) [I]
- USS Sands (APD-13) [I]
- USS Schley (APD-14) [I]
- USS Kilty (APD-15) [I]
- USS Ward (APD-16) [I]
- USS Crosby (APD-17) [I]
- USS Kane (APD-18) [I]
- USS Tattnall (APD-19) [I]
- USS Roper (APD-20) [I]
- USS Dickerson (APD-21) [I]
- USS Herbert (APD-22) [I]
- USS Overton (APD-23) [I]
- USS Noa (APD-24) [I]
- USS Rathburne (APD-25) [I]
- USS McFarland (APD-26) [I]
- USS Williamson (APD-27) [I]
- USS Hulbert (APD-28) [I]
- USS Barry (APD-29) [I]
- USS Clemson (APD-31) [I]
- USS Goldsborough (APD-32) [I]
- USS George E. Badger (APD-33) [I]
- USS Belknap (APD-34) [I]
- USS Osmond Ingram (APD-35) [I]
- USS Greene (APD-36) [I]
- USS Charles Lawrence (APD-37) [I]
- USS Daniel T. Griffin (APD-38) [I]
- USS Barr (APD-39) [I]
- USS Bowers (APD-40) [I]
- USS England (APD-41) [I]
- USS Gantner (APD-42) [I]
- USS George W. Ingram (APD-43) [I]
- USS Ira Jeffery (APD-44) [I]
- USS Lee Fox (APD-45) [I]
- USS Amesbury (APD-46) [I]
- USS Bates (APD-47) [I]
- USS Blessman (APD-48) [I]
- USS Joseph E. Campbell (APD-49) [I]
- USS Sims (APD-50) [I]
- USS Hopping (APD-51) [I]
- USS Reeves (APD-52) [I]
- USS Hubbard (APD-53) [I]
- USS Chase (APD-54) [I]
- USS Laning (APD-55) [I]
- USS Loy (APD-56) [I]
- USS Barber (APD-57) [I]
- USS Witter (APD-58) [I]
- USS Newman (APD-59) [I]
- USS Liddle (APD-60) [I]
- USS Kephart (APD-61) [I]
- USS Cofer (APD-62) [I]
- USS Lloyd (APD-63) [I]
- USS Scott (APD-64) [I]
- USS Burke (APD-65) [I]
- USS Enright (APD-66) [I]
- USS Jenks (APD-67) [I]
- USS Durik (APD-68) [I]
- USS Yokes (APD-69) [I]
- USS Pavlic (APD-70) [I]
- USS Odum (APD-71) [I]
- USS Jack C. Robinson (APD-72) [I]
- USS Bassett (APD-73) [I]
- USS John P. Gray (APD-74) [I]
- USS Weber (APD-75) [I]
- USS Schmitt (APD-76) [I]
- USS Frament (APD-77) [I]
- USS Bull (APD-78) [I]
- USS Bunch (APD-79) [I]
- USS Hayter (APD-80) [I]
- USS Tatum (APD-81) [I]
- USS Borum (APD-82) [I]
- USS Maloy (APD-83) [I]
- USS Haines (APD-84) [I]
- USS Runels (APD-85) [I]
- USS Hollis (APD-86) [I]
- USS Crosley (APD-87) [I]
- USS Cread (APD-88) [I]
- USS Ruchamkin (APD-89) [I]
- USS Kirwin (APD-90) [I]
- USS Kinzer (APD-91) [I]
- USS Register (APD-92) [I]
- USS Brock (APD-93) [I]
- USS John Q. Roberts (APD-94) [I]
- USS William M. Hobby (APD-95) [I]
- USS Ray K. Edwards (APD-96) [I]
- USS Arthur L. Bristol (APD-97) [I]
- USS Truxtun (APD-98) [I]
- USS Upham (APD-99) [I]
- USS Ringness (APD-100) [I]
- USS Knudson (APD-101) [I]
- USS Rednour (APD-102) [I]
- USS Tollberg (APD-103) [I]
- USS William J. Pattison (APD-104) [I]
- USS Myers (APD-105) [I]
- USS Walter B. Cobb (APD-106) [I]
- USS Earle B. Hall (APD-107) [I]
- USS Harry L. Corl (APD-108) [I]
- USS Belet (APD-109) [I]
- USS Julius A. Raven (APD-110) [I]
- USS Walsh (APD-111) [I]
- USS Hunter Marshall (APD-112) [I]
- USS Earheart (APD-113) [I]
- USS Walter S. Gorka (APD-114) [I]
- USS Rogers Blood (APD-115) [I]
- USS Francovich (APD-116) [I]
- USS Joseph M. Auman (APD-117) [I]
- USS Don O. Woods (APD-118) [I]
- USS Beverly W. Reid (APD-119) [I]
- USS Kline (APD-120) [I]
- USS Raymon W. Herndon (APD-121) [I]
- USS Scribner (APD-122) [I]
- USS Diachenko (APD-123) [I]
- USS Horace A. Bass (APD-124) [I]
- USS Wantuck (APD-125) [I]
- USS Gosselin (APD-126) [I]
- USS Begor (APD-127) [I]
- USS Cavallaro (APD-128) [I]
- USS Donald W. Wolf (APD-129) [I]
- USS Cook (APD-130) [I]
- USS Walter X. Young (APD-131) [I]
- USS Balduck (APD-132) [I]
- USS Burdo (APD-133) [I]
- USS Kleinsmith (APD-134) [I]
- USS Weiss (APD-135) [I]
- USS Carpellotti (APD-136) [I]
- USS DeLong (APD-137) [I]
- USS Coates (APD-138) [I]
- USS Bray (APD-139) [I]

## Small Amphibious Transports (LPR)
- USS Laning (LPR-55)
- USS Barber (LPR-57)
- USS Hollis (LPR-86)
- USS Ruchamkin (LPR-89)
- USS Kirwin (LPR-90)
- USS Ringness (LPR-100)
- USS Knudson (LPR-101)
- USS Beverly W. Reid (LPR-119)
- USS Diachenko (LPR-123)
- USS Horace A. Bass (LPR-124)
- USS Begor (LPR-127)
- USS Balduck (LPR-132)
- USS Weiss (LPR-135)

## Attack Cargo Ships (AKA)
- USS Arcturus (AKA-1)
- USS Procyon (AKA-2)
- USS Bellatrix (AKA-3)
- USS Electra (AKA-4)
- USS Fomalhaut (AKA-5)
- USS Alchiba (AKA-6)
- USS Alcyone (AKA-7)
- USS Algorab (AKA-8)
- USS Alhena (AKA-9)
- USS Almaack (AKA-10)
- USS Betelgeuse (AKA-11)
- USS Libra (AKA-12)
- USS Titania (AKA-13)
- USS Oberon (AKA-14)
- USS Andromeda (AKA-15)
- USS Aquarius (AKA-16)
- USS Centaurus (AKA-17)
- USS Cepheus (AKA-18)
- USS Thuban (AKA-19)
- USS Virgo (AKA-20)
- USS Artemis (AKA-21)
- USS Athene (AKA-22)
- USS Aurelia (AKA-23)
- USS Birgit (AKA-24)
- USS Circe (AKA-25)
- USS Corvus (AKA-26)
- USS Devosa (AKA-27)
- USS Hydrus (AKA-28)
- USS Lacerta (AKA-29)
- USS Lumen (AKA-30)
- USS Medea (AKA-31)
- USS Mellena (AKA-32)
- USS Ostara (AKA-33)
- USS Pamina (AKA-34)
- USS Polana (AKA-35)
- USS Renate (AKA-36)
- USS Roxane (AKA-37)
- USS Sappho (AKA-38)
- USS Sarita (AKA-39)
- USS Scania (AKA-40)
- USS Selinur (AKA-41)
- USS Sidonia (AKA-42)
- USS Sirona (AKA-43)
- USS Sylvania (AKA-44)
- USS Tabora (AKA-45)
- USS Troilus (AKA-46)
- USS Turandot (AKA-47)
- USS Valeria (AKA-48)
- USS Vanadis (AKA-49)
- USS Veritas (AKA-50)
- USS Xenia (AKA-51)
- USS Zenobia (AKA-52)
- USS Achernar (AKA-53)
- USS Algol (AKA-54)
- USS Alshain (AKA-55)
- USS Arneb (AKA-56)
- USS Capricornus (AKA-57)
- USS Chara (AKA-58)
- USS Diphda (AKA-59)
- USS Leo (AKA-60)
- USS Muliphen (AKA-61)
- USS Sheliak (AKA-62)
- USS Theenim (AKA-63)
- USS Tolland (AKA-64)
- USS Shoshone (AKA-65)
- USS Southampton (AKA-66)
- USS Starr (AKA-67)
- USS Stokes (AKA-68)
- USS Suffolk (AKA-69)
- USS Tate (AKA-70)
- USS Todd (AKA-71)
- USS Caswell (AKA-72)
- USS New Hanover (AKA-73)
- USS Lenoir (AKA-74)
- USS Alamance (AKA-75)
- USS Torrance (AKA-76)
- USS Towner (AKA-77)
- USS Trego (AKA-78)
- USS Trousdale (AKA-79)
- USS Tyrrell (AKA-80)
- USS Valencia (AKA-81)
- USS Venango (AKA-82)
- USS Vinton (AKA-83)
- USS Waukesha (AKA-84)
- USS Wheatland (AKA-85)
- USS Woodford (AKA-86)
- USS Duplin (AKA-87)
- USS Uvalde (AKA-88)
- USS Warrick (AKA-89)
- USS Whiteside (AKA-90)
- USS Whitley (AKA-91)
- USS Wyandot (AKA-92)
- USS Yancey (AKA-93)
- USS Winston (AKA-94)
- USS Marquette (AKA-95)
- USS Mathews (AKA-96)
- USS Merrick (AKA-97)
- USS Montague (AKA-98)
- USS Rolette (AKA-99)
- USS Oglethorpe (AKA-100)
- USS Ottawa (AKA-101)
- USS Prentiss (AKA-102)
- USS Rankin (AKA-103)
- USS Seminole (AKA-104)
- USS Skagit (AKA-105)
- USS Union (AKA-106)
- USS Vermilion (AKA-107)
- USS Washburn (AKA-108)
- USS San Joaquin (AKA-109) — annulé 8/27/45
- USS Sedgwick (AKA-110) — annulé 8/27/45
- USS Whitfield (AKA-111) — annulé 8/27/45
- USS Tulare (AKA-112)
- USS Charleston (AKA-113)
- USS Durham (AKA-114)
- USS Mobile (AKA-115)
- USS St. Louis (AKA-116)
- USS El Paso (AKA-117)

## Amphibious Cargo Ships (LKA)
- USS Libra (LKA-12)
- USS Thuban (LKA-19)
- USS Algol (LKA-54)
- USS Arneb (LKA-56)
- USS Capricornus (LKA-57)
- USS Muliphen (LKA-61)
- USS Yancey (LKA-93)
- USS Winston (LKA-94)
- USS Merrick (LKA-97)
- USS Rankin (LKA-103)
- USS Seminole (LKA-104)
- USS Union (LKA-106)
- USS Vermilion (LKA-107)
- USS Washburn (LKA-108)
- USS Tulare (LKA-112)
- USS Charleston (LKA-113)
- USS Durham (LKA-114)
- USS Mobile (LKA-115)
- USS St. Louis (LKA-116)
- USS El Paso (LKA-117)

## Landing Craft Infantry (LCI)
L'US Navy a construit 932 Landing Craft Infantry  durant la  Seconde Guerre mondiale :
- USS LCI(L)-1
- USS LCI(L)-2
- USS LCI(L)-3
- USS LCI(L)-4
- USS LCI(L)-5
- USS LCI(L)-8
- USS LCI(L)-9
- USS LCI(L)-10
- USS LCI(L)-11
- USS LCI(L)-12
- USS LCI(L)-13
- USS LCI(L)-14
- USS LCI(L)-15
- USS LCI(L)-16
- USS LCI(L)-17
- USS LCI(L)-18
- USS LCI(L)-19
- USS LCI(L)-20
- USS LCI(L)-21
- USS LCI(L)-22
- USS LCI(L)-23
- USS LCI(L)-24
- USS LCI(L)-25
- USS LCI(L)-26
- USS LCI(L)-27
- USS LCI(L)-28
- USS LCI(L)-29
- USS LCI(L)-30
- USS LCI(L)-31
- USS LCI(L)-32
- USS LCI(L)-33
- USS LCI(L)-34
- USS LCI(L)-35
- USS LCI(L)-36
- USS LCI(L)-37
- USS LCI(L)-38
- USS LCI(L)-39
- USS LCI(L)-40
- USS LCI(L)-41
- USS LCI(L)-42
- USS LCI(L)-43
- USS LCI(L)-44
- USS LCI(L)-45
- USS LCI(L)-46
- USS LCI(L)-47
- USS LCI(L)-48
- LCI(L)-49 à LCI(L)-60 - annulés le 6 novembre 1942
- USS LCI(L)-61
- USS LCI(L)-62
- USS LCI(L)-63
- USS LCI(L)-64
- USS LCI(L)-65
- USS LCI(L)-66
- USS LCI(L)-67
- USS LCI(L)-68
- USS LCI(L)-69
- USS LCI(L)-70
- USS LCI(L)-71
- USS LCI(L)-72
- USS LCI(L)-73
- USS LCI(L)-74
- USS LCI(L)-75
- USS LCI(L)-76
- USS LCI(L)-77
- USS LCI(L)-78
- USS LCI(L)-79
- USS LCI(L)-80
- USS LCI(L)-81
- USS LCI(L)-82
- USS LCI(L)-83
- USS LCI(L)-84
- USS LCI(L)-85
- USS LCI(L)-86
- USS LCI(L)-87
- USS LCI(L)-88
- USS LCI(L)-89
- USS LCI(L)-90
- USS LCI(L)-91
- USS LCI(L)-92
- USS LCI(L)-93
- USS LCI(L)-94
- USS LCI(L)-95
- USS LCI(L)-96
- LCI(L)-137 à LCI(L)-160 annulés le 31 octobre 1942
- USS LCI(L)-188
- USS LCI(L)-189
- USS LCI(L)-190
- USS LCI(L)-191
- USS LCI(L)-192
- USS LCI(L)-193
- USS LCI(L)-194
- USS LCI(L)-195
- USS LCI(L)-196
- LCI(L)-197 à LCI(L)-208 annulés 5 novembre 1942
- USS LCI(L)-209
- USS LCI(L)-210
- USS LCI(L)-211
- USS LCI(L)-212
- USS LCI(L)-213
- USS LCI(L)-214
- USS LCI(L)-215
- USS LCI(L)-216
- USS LCI(L)-217
- USS LCI(L)-218
- USS LCI(L)-219
- USS LCI(L)-220
- USS LCI(L)-221
- USS LCI(L)-222
- USS LCI(L)-223
- USS LCI(L)-224
- USS LCI(L)-225
- USS LCI(L)-226
- USS LCI(L)-227
- USS LCI(L)-228
- USS LCI(L)-229
- USS LCI(L)-230
- USS LCI(L)-231
- USS LCI(L)-232
- USS LCI(L)-233
- USS LCI(L)-234
- USS LCI(L)-235
- USS LCI(L)-236
- USS LCI(L)-237
- USS LCI(L)-238
- USS LCI(L)-243
- USS LCI(L)-269
- USS LCI(L)-274
- USS LCI(L)-275
- USS LCI(L)-317
- USS LCI(L)-319
- USS LCI(L)-320
- USS LCI(L)-321
- USS LCI(L)-322
- USS LCI(L)-323
- USS LCI(L)-324
- USS LCI(L)-325
- USS LCI(L)-326
- USS LCI(L)-327
- USS LCI(L)-328
- USS LCI(L)-329
- USS LCI(L)-330
- USS LCI(L)-331
- USS LCI(L)-332
- USS LCI(L)-333
- USS LCI(L)-334
- USS LCI(L)-335
- USS LCI(L)-336
- USS LCI(L)-337
- USS LCI(L)-338
- USS LCI(L)-339
- USS LCI(L)-340
- USS LCI(L)-341
- USS LCI(L)-342
- USS LCI(L)-343
- USS LCI(L)-344
- USS LCI(L)-345
- USS LCI(L)-346
- USS LCI(L)-347
- USS LCI(L)-348
- USS LCI(L)-349
- USS LCI(L)-350
- USS LCI(L)-351
- USS LCI(L)-352
- USS LCI(L)-353
- USS LCI(L)-354
- USS LCI(L)-355
- USS LCI(L)-356
- USS LCI(L)-357
- USS LCI(L)-358
- USS LCI(L)-359
- USS LCI(L)-360
- USS LCI(L)-361
- USS LCI(L)-362
- USS LCI(L)-363
- USS LCI(L)-364
- USS LCI(L)-365
- USS LCI(L)-366
- USS LCI(L)-367
- USS LCI(L)-368
- USS LCI(L)-369
- USS LCI(L)-370
- USS LCI(L)-371
- USS LCI(L)-372
- USS LCI(L)-373
- USS LCI(L)-392
- USS LCI(L)-393
- USS LCI(L)-394
- USS LCI(L)-395
- USS LCI(L)-396
- USS LCI(L)-397
- USS LCI(L)-398
- USS LCI(L)-399
- USS LCI(L)-400
- USS LCI(L)-401
- USS LCI(L)-402
- USS LCI(L)-403
- USS LCI(L)-404
- USS LCI(L)-405
- USS LCI(L)-406
- USS LCI(L)-407
- USS LCI(L)-408
- USS LCI(L)-409
- USS LCI(L)-410
- USS LCI(L)-411
- USS LCI(L)-412
- USS LCI(L)-413
- USS LCI(L)-414
- USS LCI(L)-415
- USS LCI(L)-416
- USS LCI(L)-417
- USS LCI(L)-418
- USS LCI(L)-419
- USS LCI(L)-420
- USS LCI(L)-421
- USS LCI(L)-422
- USS LCI(L)-423
- USS LCI(L)-424
- USS LCI(L)-425
- USS LCI(L)-426
- USS LCI(L)-427
- USS LCI(L)-428
- USS LCI(L)-429
- USS LCI(L)-430
- USS LCI(L)-431
- USS LCI(L)-432
- USS LCI(L)-433
- USS LCI(L)-434
- USS LCI(L)-435
- USS LCI(L)-436
- USS LCI(L)-437
- USS LCI(L)-438
- USS LCI(L)-439
- USS LCI(L)-440
- USS LCI(L)-441
- USS LCI(L)-442
- USS LCI(L)-443
- USS LCI(L)-444
- USS LCI(L)-445
- USS LCI(L)-446
- USS LCI(L)-447
- USS LCI(L)-448
- USS LCI(L)-449
- USS LCI(L)-450
- USS LCI(L)-451
- USS LCI(L)-452
- USS LCI(L)-453
- USS LCI(L)-454
- USS LCI(L)-455
- USS LCI(L)-456
- USS LCI(L)-457
- USS LCI(L)-458
- USS LCI(L)-459
- USS LCI(L)-460
- USS LCI(L)-461
- USS LCI(L)-462
- USS LCI(L)-463
- USS LCI(L)-464
- USS LCI(L)-465
- USS LCI(L)-466
- USS LCI(L)-467
- USS LCI(L)-468
- USS LCI(L)-469
- USS LCI(L)-470
- USS LCI(L)-471
- USS LCI(L)-472
- USS LCI(L)-473
- USS LCI(L)-474
- USS LCI(L)-475
- USS LCI(L)-476
- USS LCI(L)-477
- USS LCI(L)-478
- USS LCI(L)-479
- USS LCI(L)-480
- USS LCI(L)-481
- USS LCI(L)-482
- USS LCI(L)-483
- USS LCI(L)-484
- USS LCI(L)-485
- USS LCI(L)-486
- USS LCI(L)-487
- USS LCI(L)-488
- USS LCI(L)-489
- USS LCI(L)-490
- USS LCI(L)-491
- USS LCI(L)-492
- USS LCI(L)-493
- USS LCI(L)-494
- USS LCI(L)-495
- USS LCI(L)-496
- USS LCI(L)-497
- USS LCI(L)-498
- USS LCI(L)-499
- USS LCI(L)-500
- USS LCI(L)-501
- USS LCI(L)-502
- USS LCI(L)-503
- USS LCI(L)-504
- USS LCI(L)-505
- USS LCI(L)-506
- USS LCI(L)-507
- USS LCI(L)-508
- USS LCI(L)-509
- USS LCI(L)-510
- USS LCI(L)-511
- USS LCI(L)-512
- USS LCI(L)-513
- USS LCI(L)-514
- USS LCI(L)-515
- USS LCI(L)-516
- USS LCI(L)-517
- USS LCI(L)-518
- USS LCI(L)-519
- USS LCI(L)-520
- USS LCI(L)-521
- USS LCI(L)-522
- USS LCI(L)-523
- USS LCI(L)-524
- USS LCI(L)-525
- USS LCI(L)-526
- USS LCI(L)-527
- USS LCI(L)-528
- USS LCI(L)-529
- USS LCI(L)-530
- USS LCI(L)-531
- USS LCI(L)-532
- USS LCI(L)-533
- USS LCI(L)-534
- USS LCI(L)-535
- USS LCI(L)-536
- USS LCI(L)-537
- USS LCI(L)-538
- USS LCI(L)-539
- USS LCI(L)-540
- USS LCI(L)-541
- USS LCI(L)-542
- USS LCI(L)-543
- USS LCI(L)-544
- USS LCI(L)-545
- USS LCI(L)-546
- USS LCI(L)-547
- USS LCI(L)-548
- USS LCI(L)-549
- USS LCI(L)-550
- USS LCI(L)-551
- USS LCI(L)-552
- USS LCI(L)-553
- USS LCI(L)-554
- USS LCI(L)-555
- USS LCI(L)-556
- USS LCI(L)-557
- USS LCI(L)-558
- USS LCI(L)-559
- USS LCI(L)-560
- USS LCI(L)-561
- USS LCI(L)-562
- USS LCI(L)-563
- USS LCI(L)-564
- USS LCI(L)-565
- USS LCI(L)-566
- USS LCI(L)-567
- USS LCI(L)-568
- USS LCI(L)-569
- USS LCI(L)-570
- USS LCI(L)-571
- USS LCI(L)-572
- USS LCI(L)-573
- USS LCI(L)-574
- USS LCI(L)-575
- USS LCI(L)-576
- USS LCI(L)-577
- USS LCI(L)-578
- USS LCI(L)-579
- USS LCI(L)-580
- USS LCI(L)-581
- USS LCI(L)-582
- USS LCI(L)-583
- USS LCI(L)-584
- USS LCI(L)-585
- USS LCI(L)-586
- USS LCI(L)-587
- USS LCI(L)-588
- USS LCI(L)-589
- USS LCI(L)-590
- USS LCI(L)-591
- USS LCI(L)-592
- USS LCI(L)-593
- USS LCI(L)-594
- USS LCI(L)-595
- USS LCI(L)-596
- USS LCI(L)-597
- USS LCI(L)-598
- USS LCI(L)-599
- USS LCI(L)-600
- USS LCI(L)-601
- USS LCI(L)-602
- USS LCI(L)-603
- USS LCI(L)-604
- USS LCI(L)-605
- USS LCI(L)-606
- USS LCI(L)-607
- USS LCI(L)-608
- USS LCI(L)-609
- USS LCI(L)-610
- USS LCI(L)-611
- USS LCI(L)-612
- USS LCI(L)-613
- USS LCI(L)-614
- USS LCI(L)-615
- USS LCI(L)-616
- USS LCI(L)-617
- USS LCI(L)-618
- USS LCI(L)-619
- USS LCI(L)-620
- USS LCI(L)-621
- USS LCI(L)-622
- USS LCI(L)-623
- USS LCI(L)-624
- USS LCI(L)-625
- USS LCI(L)-626
- USS LCI(L)-627
- USS LCI(L)-628
- USS LCI(L)-629
- USS LCI(L)-630
- USS LCI(L)-631
- USS LCI(L)-632
- USS LCI(L)-633
- USS LCI(L)-634
- USS LCI(L)-635
- USS LCI(L)-636
- USS LCI(L)-637
- USS LCI(L)-638
- USS LCI(L)-639
- USS LCI(L)-640
- USS LCI(L)-641
- USS LCI(L)-642
- USS LCI(L)-643
- USS LCI(L)-644
- USS LCI(L)-645
- USS LCI(L)-646
- USS LCI(L)-647
- USS LCI(L)-648
- USS LCI(L)-649
- USS LCI(L)-650
- USS LCI(L)-651
- USS LCI(L)-652
- USS LCI(L)-653
- USS LCI(L)-654
- USS LCI(L)-655
- USS LCI(L)-656
- USS LCI(L)-657
- USS LCI(L)-658
- USS LCI(L)-659
- USS LCI(L)-660
- USS LCI(L)-661
- USS LCI(L)-662
- USS LCI(L)-663
- USS LCI(L)-664
- USS LCI(L)-665
- USS LCI(L)-666
- USS LCI(L)-667
- USS LCI(L)-668
- USS LCI(L)-669
- USS LCI(L)-670
- USS LCI(L)-671
- USS LCI(L)-672
- USS LCI(L)-673
- USS LCI(L)-674
- USS LCI(L)-675
- USS LCI(L)-676
- USS LCI(L)-677
- USS LCI(L)-678
- USS LCI(L)-679
- USS LCI(L)-680
- USS LCI(L)-681
- USS LCI(L)-682
- USS LCI(L)-683
- USS LCI(L)-684
- USS LCI(L)-685
- USS LCI(L)-686
- USS LCI(L)-687
- USS LCI(L)-688
- USS LCI(L)-689
- USS LCI(L)-690
- USS LCI(L)-691
- USS LCI(L)-692
- USS LCI(L)-693
- USS LCI(L)-694
- USS LCI(L)-695
- USS LCI(L)-696
- USS LCI(L)-697
- USS LCI(L)-698
- USS LCI(L)-699
- USS LCI(L)-700
- USS LCI(L)-701
- USS LCI(L)-702
- USS LCI(L)-703
- USS LCI(L)-704
- USS LCI(L)-705
- USS LCI(L)-706
- USS LCI(L)-707
- USS LCI(L)-708
- USS LCI(L)-709
- USS LCI(L)-710
- USS LCI(L)-711
- USS LCI(L)-712
- USS LCI(L)-713
- USS LCI(L)-714
- USS LCI(L)-715
- USS LCI(L)-716
- LCI(L)-717 à LCI(L)-724 annulés le 19 aout 1944
- USS LCI(L)-725
- USS LCI(L)-726
- USS LCI(L)-727
- USS LCI(L)-728
- USS LCI(L)-729
- USS LCI(L)-730
- USS LCI(L)-731
- USS LCI(L)-732
- USS LCI(L)-733
- USS LCI(L)-734
- USS LCI(L)-735
- USS LCI(L)-736
- USS LCI(L)-737
- USS LCI(L)-738
- USS LCI(L)-739
- USS LCI(L)-740
- USS LCI(L)-741
- USS LCI(L)-742
- USS LCI(L)-743
- USS LCI(L)-744
- USS LCI(L)-745
- USS LCI(L)-746
- USS LCI(L)-747
- USS LCI(L)-748
- USS LCI(L)-749
- USS LCI(L)-750
- USS LCI(L)-751
- USS LCI(L)-752
- USS LCI(L)-753
- USS LCI(L)-754
- USS LCI(L)-755
- USS LCI(L)-756
- USS LCI(L)-757
- USS LCI(L)-758
- USS LCI(L)-759
- USS LCI(L)-760
- USS LCI(L)-761
- USS LCI(L)-762
- USS LCI(L)-763
- USS LCI(L)-764
- USS LCI(L)-765
- USS LCI(L)-766
- USS LCI(L)-767
- USS LCI(L)-768
- USS LCI(L)-769
- USS LCI(L)-770
- USS LCI(L)-771
- USS LCI(L)-772
- USS LCI(L)-773
- USS LCI(L)-774
- USS LCI(L)-775
- USS LCI(L)-776
- USS LCI(L)-777
- USS LCI(L)-778
- USS LCI(L)-779
- USS LCI(L)-780
- LCI(L)-781 annulé le 23 juin 1944
- USS LCI(L)-782
- USS LCI(L)-783
- USS LCI(L)-784
- USS LCI(L)-785
- USS LCI(L)-786
- USS LCI(L)-787
- USS LCI(L)-788
- USS LCI(L)-789
- USS LCI(L)-790
- USS LCI(L)-791
- USS LCI(L)-792
- USS LCI(L)-793
- USS LCI(L)-794
- USS LCI(L)-795
- USS LCI(L)-796
- USS LCI(L)-797
- USS LCI(L)-798
- USS LCI(L)-799
- USS LCI(L)-800
- USS LCI(L)-801
- USS LCI(L)-802
- USS LCI(L)-803
- USS LCI(L)-804
- USS LCI(L)-805
- USS LCI(L)-806
- USS LCI(L)-807
- USS LCI(L)-808
- USS LCI(L)-809
- USS LCI(L)-810
- USS LCI(L)-811
- USS LCI(L)-812
- USS LCI(L)-813
- USS LCI(L)-814
- USS LCI(L)-815
- USS LCI(L)-816
- USS LCI(L)-817
- USS LCI(L)-818
- USS LCI(L)-819
- USS LCI(L)-820
- USS LCI(L)-821
- LCI(L)-822 à LCI(L)-837 annulés le 19 aout 1944
- LCI(L)-838 à LCI(L)-844 annulés le 5 juin 1944
- LCI(L)-845 à LCI(L)-859 annulés le 23 juin 1944
- LCI(L)-860 à LCI(L)-865 annulés le 5 juin 1944
- USS LCI(L)-866
- USS LCI(L)-867
- USS LCI(L)-868
- USS LCI(L)-869
- USS LCI(L)-870
- USS LCI(L)-871
- USS LCI(L)-872
- USS LCI(L)-873
- USS LCI(L)-874
- USS LCI(L)-875
- USS LCI(L)-876
- USS LCI(L)-877
- USS LCI(L)-878
- USS LCI(L)-879
- USS LCI(L)-880
- USS LCI(L)-881
- USS LCI(L)-882
- USS LCI(L)-883
- USS LCI(L)-884
- LCI(L)-885 à LCI(L)-901 annulés le 19 aout 1944
- LCI(L)-902 à LCI(L)-928 annulés le 5 juin 1944
- LCI(L)-929 à LCI(L)-942 annulés le 23 juin 1944
- USS LCI(L)-943
- USS LCI(L)-944
- USS LCI(L)-945
- USS LCI(L)-946
- USS LCI(L)-947
- USS LCI(L)-948
- USS LCI(L)-949
- USS LCI(L)-950
- USS LCI(L)-951
- USS LCI(L)-952
- USS LCI(L)-953
- USS LCI(L)-954
- USS LCI(L)-955
- USS LCI(L)-956
- USS LCI(L)-957
- USS LCI(L)-958
- USS LCI(L)-959
- USS LCI(L)-960
- USS LCI(L)-961
- USS LCI(L)-962
- USS LCI(L)-963
- USS LCI(L)-964
- USS LCI(L)-965
- USS LCI(L)-966
- USS LCI(L)-967
- USS LCI(L)-968
- USS LCI(L)-969
- USS LCI(L)-970
- USS LCI(L)-971
- USS LCI(L)-972
- USS LCI(L)-973
- USS LCI(L)-974
- USS LCI(L)-975
- USS LCI(L)-976
- USS LCI(L)-977
- USS LCI(L)-978
- USS LCI(L)-979
- USS LCI(L)-980
- USS LCI(L)-981
- USS LCI(L)-982
- USS LCI(L)-983
- USS LCI(L)-984
- USS LCI(L)-985
- USS LCI(L)-986
- USS LCI(L)-987
- USS LCI(L)-988
- USS LCI(L)-989
- USS LCI(L)-990
- USS LCI(L)-991
- USS LCI(L)-992
- USS LCI(L)-993
- USS LCI(L)-994
- USS LCI(L)-995
- USS LCI(L)-996
- USS LCI(L)-997
- USS LCI(L)-998
- USS LCI(L)-999
- USS LCI(L)-1000
- USS LCI(L)-1001
- USS LCI(L)-1002
- USS LCI(L)-1003
- USS LCI(L)-1004
- USS LCI(L)-1005
- USS LCI(L)-1006
- USS LCI(L)-1007
- USS LCI(L)-1008
- USS LCI(L)-1009
- USS LCI(L)-1010
- USS LCI(L)-1011
- USS LCI(L)-1012
- USS LCI(L)-1013
- USS LCI(L)-1014
- USS LCI(L)-1015
- USS LCI(L)-1016
- USS LCI(L)-1017
- USS LCI(L)-1018
- USS LCI(L)-1019
- USS LCI(L)-1020
- USS LCI(L)-1021
- USS LCI(L)-1022
- USS LCI(L)-1023
- USS LCI(L)-1024
- USS LCI(L)-1025
- USS LCI(L)-1026
- USS LCI(L)-1027
- USS LCI(L)-1028
- USS LCI(L)-1029
- USS LCI(L)-1030
- USS LCI(L)-1031
- USS LCI(L)-1032
- USS LCI(L)-1033
- LCI(L)-1034 à LCI(L)-1051 annulés le  19 juin 1944
- USS LCI(L)-1052
- USS LCI(L)-1053
- USS LCI(L)-1054
- USS LCI(L)-1055
- USS LCI(L)-1056
- USS LCI(L)-1057
- USS LCI(L)-1058
- USS LCI(L)-1059
- USS LCI(L)-1060
- USS LCI(L)-1061
- USS LCI(L)-1062
- USS LCI(L)-1063
- USS LCI(L)-1064
- USS LCI(L)-1065
- USS LCI(L)-1066
- USS LCI(L)-1067
- USS LCI(L)-1068
- USS LCI(L)-1069
- USS LCI(L)-1070
- USS LCI(L)-1071
- USS LCI(L)-1072
- USS LCI(L)-1073
- USS LCI(L)-1074
- USS LCI(L)-1075
- USS LCI(L)-1076
- USS LCI(L)-1077
- USS LCI(L)-1078
- USS LCI(L)-1079
- USS LCI(L)-1080
- USS LCI(L)-1081
- USS LCI(L)-1082
- USS LCI(L)-1083
- USS LCI(L)-1084
- USS LCI(L)-1085
- USS LCI(L)-1086
- USS LCI(L)-1087
- USS LCI(L)-1088
- USS LCI(L)-1089
- USS LCI(L)-1090
- USS LCI(L)-1091
- USS LCI(L)-1092
- USS LCI(L)-1093
- USS LCI(L)-1094
- USS LCI(L)-1095
- USS LCI(L)-1096
- USS LCI(L)-1097
- USS LCI(L)-1098
- LCI(L)-1099 à LCI-(L)-1139 annulés le 19 aout 1944

## Landing Craft Medium (LCM)
L'US Navy a construit 11144 Landing Craft, Medium ou "LCM", durant la Seconde Guerre mondiale.

## Littoral combat ship(LCS)

### Classe Freedom
- USS Freedom (LCS-1)
- USS Fort Worth (LCS-3)
- USS Milwaukee (LCS-5)
- USS Detroit (LCS-7)
- USS Little Rock (LCS-9)
- USS Sioux City (LCS-11)
- USS Wichita (LCS-13)
- USS Billings (LCS-15)
- USS Indianapolis (LCS-17)
- USS St. Louis (LCS-19)
- USS  Minneapolis/St. Paul (LCS-21)
- USS Cooperstown (LCS-23)

### Classe Independence
- USS Independence (LCS-2)
- USS Coronado (LCS-4)
- USS Jackson (LCS-6)
- USS Montgomery (LCS-8)
- USS Gabrielle Giffords (LCS-10)
- USS Omaha (LCS-12)
- USS Manchester (LCS-14)
- USS Tulsa (LCS-16)
- USS Charleston (LCS-18)
- USS Cincinnati (LCS-20)
- USS Kansas City (LCS-22)
- USS Oakland (LCS-24)

## Landing Craft Support(Large)(Mark 3) (LCS(L)(3))
- USS LCS(L)(3)-1
- USS LCS(L)(3)-2
- USS LCS(L)(3)-3
- USS LCS(L)(3)-4
- USS LCS(L)(3)-5
- USS LCS(L)(3)-6
- USS LCS(L)(3)-7
- USS LCS(L)(3)-8
- USS LCS(L)(3)-9
- USS LCS(L)(3)-10
- USS LCS(L)(3)-11
- USS LCS(L)(3)-12
- USS LCS(L)(3)-13
- USS LCS(L)(3)-14
- USS LCS(L)(3)-15
- USS LCS(L)(3)-16
- USS LCS(L)(3)-17
- USS LCS(L)(3)-18
- USS LCS(L)(3)-19
- USS LCS(L)(3)-20
- USS LCS(L)(3)-21
- USS LCS(L)(3)-22
- USS LCS(L)(3)-23
- USS LCS(L)(3)-24
- USS LCS(L)(3)-25
- USS LCS(L)(3)-26
- USS LCS(L)(3)-27
- USS LCS(L)(3)-28
- USS LCS(L)(3)-29
- USS LCS(L)(3)-30
- USS LCS(L)(3)-31
- USS LCS(L)(3)-32
- USS LCS(L)(3)-33
- USS LCS(L)(3)-34
- USS LCS(L)(3)-35
- USS LCS(L)(3)-36
- USS LCS(L)(3)-37
- USS LCS(L)(3)-38
- USS LCS(L)(3)-39
- USS LCS(L)(3)-40
- USS LCS(L)(3)-41
- USS LCS(L)(3)-42
- USS LCS(L)(3)-43
- USS LCS(L)(3)-44
- USS LCS(L)(3)-45
- USS LCS(L)(3)-46
- USS LCS(L)(3)-47
- USS LCS(L)(3)-48
- USS LCS(L)(3)-49
- USS LCS(L)(3)-50
- USS LCS(L)(3)-51
- USS LCS(L)(3)-52
- USS LCS(L)(3)-53
- USS LCS(L)(3)-54
- USS LCS(L)(3)-55
- USS LCS(L)(3)-56
- USS LCS(L)(3)-57
- USS LCS(L)(3)-58
- USS LCS(L)(3)-59
- USS LCS(L)(3)-60
- USS LCS(L)(3)-61
- USS LCS(L)(3)-62
- USS LCS(L)(3)-63
- USS LCS(L)(3)-64
- USS LCS(L)(3)-65
- USS LCS(L)(3)-66
- USS LCS(L)(3)-67
- USS LCS(L)(3)-68
- USS LCS(L)(3)-69
- USS LCS(L)(3)-70
- USS LCS(L)(3)-71
- USS LCS(L)(3)-72
- USS LCS(L)(3)-73
- USS LCS(L)(3)-74
- USS LCS(L)(3)-75
- USS LCS(L)(3)-76
- USS LCS(L)(3)-77
- USS LCS(L)(3)-78
- USS LCS(L)(3)-79
- USS LCS(L)(3)-80
- USS LCS(L)(3)-81
- USS LCS(L)(3)-82
- USS LCS(L)(3)-83
- USS LCS(L)(3)-84
- USS LCS(L)(3)-85
- USS LCS(L)(3)-86
- USS LCS(L)(3)-87
- USS LCS(L)(3)-88
- USS LCS(L)(3)-89
- USS LCS(L)(3)-90
- USS LCS(L)(3)-91
- USS LCS(L)(3)-92
- USS LCS(L)(3)-93
- USS LCS(L)(3)-94
- USS LCS(L)(3)-95
- USS LCS(L)(3)-96
- USS LCS(L)(3)-97
- USS LCS(L)(3)-98
- USS LCS(L)(3)-99
- USS LCS(L)(3)-100
- USS LCS(L)(3)-101
- USS LCS(L)(3)-102
- USS LCS(L)(3)-103
- USS LCS(L)(3)-104
- USS LCS(L)(3)-105
- USS LCS(L)(3)-106
- USS LCS(L)(3)-107
- USS LCS(L)(3)-108
- USS LCS(L)(3)-109
- USS LCS(L)(3)-110
- USS LCS(L)(3)-111
- USS LCS(L)(3)-112
- USS LCS(L)(3)-113
- USS LCS(L)(3)-114
- USS LCS(L)(3)-115
- USS LCS(L)(3)-116
- USS LCS(L)(3)-117
- USS LCS(L)(3)-118
- USS LCS(L)(3)-119
- USS LCS(L)(3)-120
- USS LCS(L)(3)-121
- USS LCS(L)(3)-122
- USS LCS(L)(3)-123
- USS LCS(L)(3)-124
- USS LCS(L)(3)-125
- USS LCS(L)(3)-126
- USS LCS(L)(3)-127
- USS LCS(L)(3)-128
- USS LCS(L)(3)-129
- USS LCS(L)(3)-130

## Inshore Fire Support Ships (LFR)
- USS Carronade (LFR-1)
- USS Big Black River (LFR-401)
- USS Black Warrior River (LFR-404)
- USS Broadkill River (LFR-405)
- USS Clarion River (LFR-409)
- USS Desplaines River (LFR-412)
- USS Lamoille River (LFR-512)
- USS Laramie River (LFR-513)
- USS Owyhee River (LFR-515)
- USS Red River (LFR-522)
- USS St. Francis River (LFR-525)
- USS Smoky Hill River (LFR-531)
- USS White River (LFR-536)

## Landing Platform Docks (LPD)

### Raleighclass
- USS Raleigh (LPD-1) [I]
- USS Vancouver (LPD-2) [I]
- USS LaSalle (LPD-3) [I]

### Classe Austin
- USS Austin (LPD-4) [I]
- USS Ogden (LPD-5) [I]
- USS Duluth (LPD-6) [I]
- USS Cleveland (LPD-7) [I]
- USS Dubuque (LPD-8) [I]
- USS Denver (LPD-9) [A]
- USS Juneau (LPD-10) [I]
- USS Coronado (LPD-11) [I]
- USS Shreveport (LPD-12) [I]
- USS Nashville (LPD-13) [I]
- USS Trenton (LPD-14) [I]
- USS Ponce (LPD-15) [A]

### Classe San Antonio
- USS San Antonio (LPD-17) [A]
- USS New Orleans (LPD-18) [A]
- USS Mesa Verde (LPD-19) [A]
- USS Green Bay (LPD-20) [A]
- USS New York (LPD-21) [A]
- USS San Diego (LPD-22) [A]
- USS Anchorage (LPD-23) [P]
- USS Arlington (LPD-24) [P]
- USS Somerset (LPD-25) [P]
- USS John P. Murtha (LPD-26) [P]
- USS Portland (LPD-27)

## Landing Platform Helicopters (LPH)
En incluant les porte-avions convertis:
- USS Block Island (CVE-106) aussi désigné LPH-1 en vue de sa conversion en navire d'assaut amphibie, mais cela a été annulé.
- USS Iwo Jima (LPH-2) [I]
- USS Okinawa (LPH-3) [I]
- USS Boxer (LPH-4) [I]
- USS Princeton (LPH-5) [I]
- USS Thetis Bay (LPH-6) [I]
- USS Guadalcanal (LPH-7) [I]
- USS Valley Forge (LPH-8) [I]
- USS Guam (LPH-9) [I]
- USS Tripoli (LPH-10) [I]
- USS New Orleans (LPH-11) [I]
- USS Inchon (LPH-12) [I]

## Landing Ship Docks (LSD)

### Ashlandclass
- USS Ashland (LSD-1) [I]
- USS Belle Grove (LSD-2) [I]
- USS Carter Hall (LSD-3) [I]
- USS Epping Forest (LSD-4) [I]
- USS Gunston Hall (LSD-5) [I]
- USS Lindenwald (LSD-6) [I]
- USS Oak Hill (LSD-7) [I]
- USS White Marsh (LSD-8) [I]

### Casa Grandeclass
- USS Casa Grande (LSD-13) [I]
- USS Rushmore (LSD-14) [I]
- USS Shadwell (LSD-15) [I]
- USS Cabildo (LSD-16) [I]
- USS Catamount (LSD-17) [I]
- USS Colonial (LSD-18) [I]
- USS Comstock (LSD-19) [I]
- USS Donner (LSD-20) [I]
- USS Fort Mandan (LSD-21) [I]
- USS Fort Marion (LSD-22) [I]
- USS Fort Snelling (LSD-23) — converted to USNS Taurus (T-AK-273)
- USS Point Defiance (LSD-24) [I]
- USS San Marcos (LSD-25) [I]
- USS Tortuga (LSD-26) [I]
- USS Whetstone (LSD-27) [I]

### Thomastonclass
- USS Thomaston (LSD-28) [I]
- USS Plymouth Rock (LSD-29) [I]
- USS Fort Snelling (LSD-30) [I]
- USS Point Defiance (LSD-31) [I]
- USS Spiegel Grove (LSD-32) [I]
- USS Alamo (LSD-33) [I]
- USS Hermitage (LSD-34) [I]
- USS Monticello (LSD-35) [I]

### Anchorageclass
- USS Anchorage (LSD-36) [I]
- USS Portland (LSD-37) [I]
- USS Pensacola (LSD-38) [I]
- USS Mount Vernon (LSD-39) [I]
- USS Fort Fisher (LSD-40) [I]

### Classe Whidbey Island
- USS Whidbey Island (LSD-41) [A]
- USS Germantown (LSD-42) [A]
- USS Fort McHenry (LSD-43) [A]
- USS Gunston Hall (LSD-44) [A]
- USS Comstock (LSD-45) [A]
- USS Tortuga (LSD-46) [A]
- USS Rushmore (LSD-47) [A]
- USS Ashland (LSD-48) [A]

### Classe Harpers Ferry
- USS Harpers Ferry (LSD-49) [A]
- USS Carter Hall (LSD-50) [A]
- USS Oak Hill (LSD-51) [A]
- USS Pearl Harbor (LSD-52) [A]

## Landing Ship Medium (LSM)
À la fin de la Seconde Guerre mondiale, la marine des États-Unis avait construit 558 navires du type Landing Ship Medium (LSM)  en plusieurs classes différentes.

### LSM-1class ships
- USS LSM-1
- USS LSM-2
- USS LSM-3
- USS LSM-4
- USS LSM-5
- USS LSM-6
- USS LSM-7
- USS LSM-8
- USS LSM-9
- USS LSM-10
- USS LSM-11
- USS LSM-12
- USS LSM-13
- USS LSM-14
- USS LSM-15
- USS LSM-16
- USS LSM-17
- USS LSM-18
- USS LSM-19
- USS LSM-20
- USS LSM-21
- USS LSM-22
- USS LSM-23
- USS LSM-24
- USS LSM-25
- USS LSM-26
- USS LSM-27
- USS LSM-28
- USS LSM-29
- USS LSM-30
- USS LSM-31
- USS LSM-32
- USS LSM-33
- USS LSM-34
- USS LSM-35
- USS LSM-36
- USS LSM-37
- USS LSM-38
- USS LSM-39
- USS LSM-40
- USS LSM-41
- USS LSM-42
- USS LSM-43
- USS LSM-44
- USS LSM-45
- USS LSM-46
- USS LSM-47
- USS LSM-48
- USS LSM-49
- USS LSM-50
- USS LSM-51
- USS LSM-52
- USS LSM-53
- USS LSM-54
- USS LSM-55
- USS LSM-56
- USS LSM-57
- USS LSM-58
- USS LSM-59
- USS LSM-60
- USS LSM-61
- USS LSM-62
- USS LSM-63
- USS LSM-64
- USS LSM-65
- USS LSM-66
- USS LSM-67
- USS LSM-68
- USS LSM-69
- USS LSM-70
- USS LSM-71
- USS LSM-72
- USS LSM-73
- USS LSM-74
- USS LSM-75
- USS LSM-76
- USS LSM-77
- USS LSM-78
- USS LSM-79
- USS LSM-80
- USS LSM-81
- USS LSM-82
- USS LSM-83
- USS LSM-84
- USS LSM-85
- USS LSM-86
- USS LSM-87
- USS LSM-88
- USS LSM-89
- USS LSM-90
- USS LSM-91
- USS LSM-92
- USS LSM-93
- USS LSM-94
- USS LSM-95
- USS LSM-96
- USS LSM-97
- USS LSM-98
- USS LSM-99
- USS LSM-100
- USS LSM-101
- USS LSM-102
- USS LSM-103
- USS LSM-104
- USS LSM-105
- USS LSM-106
- USS LSM-107
- USS LSM-108
- USS LSM-109
- USS LSM-110
- USS LSM-111
- USS LSM-112
- USS LSM-113
- USS LSM-114
- USS LSM-115
- USS LSM-116
- USS LSM-117
- USS LSM-118
- USS LSM-119
- USS LSM-120
- USS LSM-121
- USS LSM-122
- USS LSM-123
- USS LSM-124
- USS LSM-125
- USS LSM-126
- USS LSM-127
- USS LSM-128
- USS LSM-129
- USS LSM-130
- USS LSM-131
- USS LSM-132
- USS LSM-133
- USS LSM-134
- USS LSM-135
- USS LSM-136
- USS LSM-137
- USS LSM-138
- USS LSM-139
- USS LSM-140
- USS LSM-141
- USS LSM-142
- USS LSM-143
- USS LSM-144
- USS LSM-145
- USS LSM-146
- USS LSM-147
- USS LSM-148
- USS LSM-149
- USS LSM-150
- USS LSM-151
- USS LSM-152
- USS LSM-153
- USS LSM-154
- USS LSM-155
- USS LSM-156
- USS LSM-157
- USS LSM-158
- USS LSM-159
- USS LSM-160
- USS Kodiak (LSM-161)
- USS LSM-162
- USS LSM-163
- USS LSM-164
- USS LSM-165
- USS LSM-166
- USS LSM-167
- USS LSM-168
- USS LSM-169
- USS LSM-170
- USS LSM-171
- USS LSM-172
- USS LSM-173
- USS LSM-174
- USS Oceanside (LSM-175)
- USS LSM-176
- USS LSM-177
- USS LSM-178
- USS LSM-179
- USS LSM-180
- USS LSM-181
- USS LSM-182
- USS LSM-183
- USS LSM-184
- USS LSM-185
- USS LSM-186
- USS LSM-187
- USS LSM-200
- USS LSM-201
- USS LSM-202
- USS LSM-203
- USS LSM-204
- USS LSM-205
- USS LSM-206
- USS LSM-207
- USS LSM-208
- USS LSM-209
- USS LSM-210
- USS LSM-211
- USS LSM-212
- USS LSM-213
- USS LSM-214
- USS LSM-215
- USS LSM-216
- USS LSM-217
- USS LSM-218
- USS LSM-219
- USS LSM-220
- USS LSM-221
- USS LSM-222
- USS LSM-223
- USS LSM-224
- USS LSM-225
- USS LSM-226
- USS LSM-227
- USS LSM-228
- USS LSM-229
- USS LSM-230
- USS LSM-231
- USS LSM-236
- USS LSM-237
- USS LSM-238
- USS LSM-239
- USS LSM-240
- USS LSM-241
- USS LSM-242
- USS LSM-243
- USS LSM-244
- USS LSM-245
- USS LSM-246
- USS LSM-247
- USS LSM-248
- USS LSM-249
- USS LSM-250
- USS LSM-251
- USS LSM-252
- USS LSM-253
- USS LSM-254
- USS LSM-255
- USS LSM-256
- USS LSM-257
- USS LSM-258
- USS LSM-259
- USS LSM-260
- USS LSM-261
- USS LSM-262
- USS LSM-263
- USS LSM-264
- USS LSM-265
- USS LSM-266
- USS LSM-267
- USS LSM-268
- USS LSM-269
- USS LSM-270
- USS LSM-271
- USS LSM-272
- USS LSM-273
- USS LSM-274
- USS Portunus (LSM-275), re-classifié plus tard en (ARC-1)
- USS LSM-276
- USS LSM-277
- USS LSM-278
- USS LSM-279
- USS LSM-280
- USS LSM-281
- USS LSM-282
- USS LSM-283
- USS LSM-284
- USS LSM-285
- USS LSM-286
- USS LSM-287
- USS LSM-288
- USS LSM-289
- USS LSM-290
- USS LSM-291
- USS LSM-292
- USS LSM-293
- USS LSM-294
- USS LSM-295
- USS LSM-296
- USS LSM-297
- USS LSM-298
- USS LSM-299
- USS LSM-300
- USS LSM-301, re-classifié plus tard en (MMC-6)
- USS LSM-302
- USS LSM-303, re-classifié plus tard en (MMC-7)
- USS LSM-304
- USS LSM-305
- USS LSM-306
- USS LSM-307
- USS LSM-308
- USS LSM-309
- USS LSM-310
- USS LSM-311
- USS LSM-312
- USS LSM-313
- USS LSM-314
- USS LSM-315
- USS LSM-316
- USS LSM-317
- USS LSM-318
- USS LSM-319
- USS LSM-320
- USS LSM-321
- USS LSM-322
- USS LSM-323
- USS LSM-324
- USS LSM-325
- USS LSM-326
- USS LSM-327
- USS LSM-328
- USS LSM-329
- USS LSM-330
- USS LSM-331
- USS LSM-332
- USS LSM-333
- USS LSM-334
- USS LSM-335, re-classifié plus tard en (T-AG-335)
- USS LSM-336
- USS LSM-337
- USS LSM-338
- USS LSM-339
- USS LSM-340
- USS LSM-341
- USS LSM-342
- USS LSM-343
- USS LSM-344
- USS LSM-345
- USS LSM-346
- USS LSM-347
- USS LSM-348
- USS LSM-349
- USS LSM-350
- USS LSM-351
- USS LSM-352
- USS LSM-353
- USS LSM-354
- USS LSM-355
- USS LSM-356
- USS LSM-357
- USS LSM-358
- USS LSM-359
- USS LSM-360
- USS LSM-361
- USS LSM-362
- USS LSM-363
- USS LSM-364
- USS LSM-365
- USS LSM-366
- USS LSM-367
- USS LSM-368
- USS LSM-369
- USS LSM-370
- USS LSM-371
- USS LSM-372
- USS Lakeland (LSM-373)
- USS LSM-374
- USS LSM-375
- USS LSM-376
- USS LSM-377
- USS LSM-378
- USS LSM-379
- USS LSM-380
- USS LSM-381
- USS LSM-382
- USS LSM-383
- USS LSM-384
- USS LSM-385
- USS LSM-386
- USS LSM-387
- USS LSM-388
- USS LSM-389
- USS LSM-390, re-classifié plus tard en (MMC-8)
- USS LSM-391
- USS LSM-392, re-classifié plus tard en (MMC-9)
- USS LSM-393
- USS LSM-394
- USS LSM-395
- USS LSM-396
- USS LSM-397
- USS Hunting (LSM-398), re-classifié plus tard en (E-AG-398)
- USS LSM-399
- USS LSM-400
- USS LSM-413
- USS LSM-414
- USS LSM-415
- USS LSM-416
- USS LSM-417
- USS LSM-418
- USS LSM-419
- USS LSM-420
- USS LSM-421
- USS LSM-422
- USS LSM-423
- USS LSM-424
- USS LSM-425
- USS LSM-426
- USS LSM-427
- USS LSM-428
- USS LSM-429
- USS LSM-430
- USS LSM-431
- USS LSM-432
- USS LSM-433
- USS LSM-434
- USS LSM-435
- USS LSM-436
- USS LSM-437
- USS LSM-438
- USS LSM-439
- USS LSM-440
- USS LSM-441
- USS LSM-442
- USS LSM-443
- USS LSM-444
- USS Catapult (LSM-445), re-classifié plus tard en (YV-1)
- USS Launcher (LSM-446), re-classifié plus tard en (E-LSM-446) puis en (YV-2)
- USS LSM-447
- USS LSM-448
- USS LSM-449
- USS LSM-450
- USS LSM-451
- USS LSM-452
- USS LSM-453
- USS LSM-454
- USS LSM-455
- USS LSM-456
- USS LSM-457
- USS LSM-458
- USS LSM-459
- USS LSM-460
- USS LSM-461
- USS LSM-462
- USS LSM-463
- USS LSM-464
- USS LSM-465
- USS LSM-466
- USS LSM-467
- USS LSM-468
- USS LSM-469
- USS LSM-470
- USS LSM-471
- USS LSM-472
- USS LSM-473
- USS LSM-474
- USS LSM-475
- USS LSM-476
- USS LSM-477
- USS LSM-478
- USS LSM-479
- USS LSM-480
- USS LSM-481, re-classifié plus tard en (MMC-10)
- USS LSM-482
- USS LSM-483
- USS LSM-484, re-classifié plus tard en (MMC-11)
- USS LSM-485
- USS LSM-486
- USS LSM-487
- USS LSM-488
- USS LSM-489
- USS LSM-490, re-classifié plus tard en (MMC-12)
- USS LSM-491
- USS LSM-492, re-classifié plus tard en (MMC-13)
- USS LSM-493, re-classifié plus tard en (MMC-14)
- USS LSM-494
- USS LSM-495
- USS LSM-496
- USS LSM-497
- USS LSM-498
- USS LSM-499
- USS LSM-500
- USS LSM-537
- USS LSM-538
- USS LSM-539
- USS Raritan (LSM-540)
- USS LSM-541
- USS LSM-542
- USS LSM-543
- USS LSM-544
- USS LSM-545
- USS LSM-546
- USS LSM-547
- USS LSM-548
- USS LSM-553
- USS LSM-554
- USS LSM-555
- USS LSM-556
- USS LSM-557
- USS LSM-558

### LSM(R)-188 Class ships
- USS LSM(R)-188
- USS LSM(R)-189
- USS LSM(R)-190
- USS LSM(R)-191
- USS LSM(R)-192
- USS LSM(R)-193
- USS LSM(R)-194
- USS LSM(R)-195
- USS LSM(R)-196
- USS LSM(R)-197
- USS LSM(R)-198
- USS LSM(R)-199

### LSM(R)-401 Class ships
- USS Big Black River (LSM(R)-401), re-classifié plus tard en (LFR-401)
- USS Big Horn River (LSM(R)-402)
- USS Blackstone River (LSM(R)-403)
- USS Black Warrior River (LSM(R)-404), re-classifié plus tard en (LFR-404)
- USS Broadkill River (LSM(R)-405), re-classifié plus tard en (LFR-405)
- USS Canadian River (LSM(R)-406)
- USS Chariton River (LSM(R)-407)
- USS Charles River (LSM(R)-408)
- USS Clarion River (LSM(R)-409), re-classifié plus tard en (LFR-409)
- USS Clark Fork River (LSM(R)-410)
- USS Cumberland River (LSM(R)-411)
- USS Desplaines River (LSM(R)-412), re-classifié plus tard en (LFR-412)

### LSM(R)-501 Class ships
- USS Elk River (LSM(R)-501), re-classifié plus tard en (IX-501)
- USS Escalante River (LSM(R)-502)
- USS Flambeau River (LSM(R)-503)
- USS Gila River (LSM(R)-504)
- USS Grand River (LSM(R)-505)
- USS Green River (LSM(R)-506)
- USS Greenbrier River (LSM(R)-507)
- USS Gunnison River (LSM(R)-508), re-classifié plus tard et renommé USS Targeteer (YV-3)
- USS Holston River (LSM(R)-509)
- USS James River (LSM(R)-510)
- USS John Day River (LSM(R)-511)
- USS Lamiolle River (LSM(R)-512), re-classifié plus tard en (LFR-512)
- USS Laramie River (LSM(R)-513), re-classifié plus tard en (LFR-513)
- USS Maurice River (LSM(R)-514)
- USS Owyhee River (LSM(R)-515), re-classifié plus tard en (LFR-515)
- USS Pearl River (LSM(R)-516)
- USS Pee Dee River (LSM(R)-517)
- USS Pit River (LSM(R)-518)
- USS Powder River (LSM(R)-519)
- USS Raccoon River (LSM(R)-520)
- USS Rainy River (LSM(R)-521)
- USS Red River (LSM(R)-522), re-classifié plus tard en (LFR-522)
- USS Republican River (LSM(R)-523)
- USS Saint Croix River (LSM(R)-524)
- USS St. Francis River (LSM(R)-525), re-classifié plus tard en (LFR-525)
- USS St. Johns River (LSM(R)-526)
- USS St. Joseph's River (LSM(R)-527)
- USS St. Mary's River (LSM(R)-528)
- USS St. Regis River (LSM(R)-529)
- USS Salmon Falls River (LSM(R)-530)
- USS Smoky Hill River (LSM(R)-531), re-classifié plus tard en (LFR-531)
- USS Smyrna River (LSM(R)-532)
- USS Snake River (LSM(R)-533)
- USS Thames River (LSM(R)-534)
- USS Trinity River (LSM(R)-535)
- USS White River (LSM(R)-536), re-classifié plus tard en (LFR-536)

### Gypsy-Class Salvage Lifting Vessels
- USS Gypsy (ARS(D)-1), initialement nommé LSM-549
- USS Mender (ARS(D)-2), initialement nommé LSM-550
- USS Salvager (ARS(D)-3), initialement nommé LSM-551, re-classifié plus tard en YMLC-3
- USS Windlass (ARS(D)-4), initialement nommé LSM-552, re-classifié plus tard en YMLC-4

## Landing Ship Tanks (LST)
La marine des États-Unis a construit près de 1200 Landing Ship Tank, ou «LST», de la Seconde Guerre mondiale jusqu'au début des années 1970.

## Vehicle Landing Ships (LSV)
- USS Catskill (LSV-1) [I]
- USS Ozark (LSV-2) [I]
- USS Osage (LSV-3) [I]
- USS Saugus (LSV-4) [I]
- USS Monitor (LSV-5) [I]
- USS Montauk (LSV-6) [I]
- USNS Comet (T-LSV-7) [I]
- USNS Taurus (T-LSV-8) [I]
- USNS Sea Lift (T-LSV-9) [I]

## Mobile Landing Platform (MLP)
- USNS Montford Point (T-MLP-1)
- USNS John Glenn (T-MLP-2)
- USNS Lewis B. Puller (T-MLP-3)